# Money (canción de David Guetta)
«Money» es una canción realizada por el disc jockey y productor francés David Guetta. Cuenta con la colaboración de Chris Willis y Moné. Fue el primer sencillo de su segundo álbum de estudio, Guetta Blaster, lanzado el 4 de abril de 2004. La canción está incluida en la banda sonora de la película People.

## Video musical
El videoclip fue dirigido por Fred Grivois. Incluye escenas extraídas de la película People.

## Listado de canciones
| CD, maxisencillo |                                  |          |  |
| N.º              | Título                           | Duración |  |
| 1.               | «Money» (Extended Version)       | 6:52     |  |
| 2.               | «Money» (Wally López Remix)      | 7:07     |  |
| 3.               | «Money» (Dancefloor Killa Remix) | 7:13     |  |
| 4.               | «Money» (Radio Edit)             | 3:09     |  |

## Posicionamiento en listas
| Listas (2004)                               | Mejor posición |
| ------------------------------------------- | -------------- |
| Bélgica (Valonia) (Ultratip Bubbling Under) | 12             |
| Francia Club 40                             | 6              |
| Francia (SNEP)                              | 63             |
| Suiza (Schweizer Hitparade)                 | 52             |